# Referendum sull'indipendenza della Nuova Caledonia del 2018
Il referendum sull'indipendenza della Nuova Caledonia del 2018 (in francese, ufficialmente, consultation sur l'accession de la Nouvelle-Calédonie à la pleine souveraineté) è un referendum per l'indipendenza  che si è svolto in Nuova Caledonia il 4 novembre 2018 per votare sull'indipendenza del territorio d'oltremare francese. Agli elettori è stata data la scelta di rimanere parte della Francia o diventare un paese indipendente.
In base all'accordo di Noumea del 1998, avrebbero potuto svolgersi fino a tre referendum sull'indipendenza. Il secondo referendum si è tenuto il 4 Ottobre 2020 ed hanno nuovamente vinto gli unionisti, col 53,26%. Il terzo referendum si è svolto il 12 dicembre 2021 ed ha visto la vittoria degli unionisti con il 96,50% dei voti, a fronte però di un'affluenza molto bassa causata dal boicottaggio degli indipendentisti, i quali hanno contestato al governo francese il rifiuto di rimandare la votazione al 2022 e non hanno  riconosciuto la legittimità del referendum né la validità del risultato.

## Contesto
La consultazione si è concentrata sul trasferimento in Nuova Caledonia dei poteri sovrani, l'accesso a uno status internazionale di piena responsabilità e l'organizzazione della cittadinanza in nazionalità.
La data di questo referendum poteva essere fissata dal Congresso della Nuova Caledonia, con una maggioranza di tre quinti, entro maggio 2018. In mancanza di questa opzione, lo Stato francese ha dovuto organizzare le elezioni al più tardi nel novembre 2018. Dopo un voto del Congresso il 19 marzo 2018, la data per il referendum è stata fissata per il 4 novembre 2018.

## Esito
| Scelta                             | Voti    | %    |
| ---------------------------------- | ------- | ---- |
| Sì                                 | 60.573  | 43,6 |
| No                                 | 78.361  | 56,4 |
| Non valide/bianche                 | 2.165   | –    |
| Totale                             | 141.099 | 100  |
| Aventi diritto                     | 174.995 | 80.6 |
| Fonte: Government of New Caledonia |         |      |